# Richmond Heights
Richmond Heights es un lugar designado por el censo ubicado en el condado de Miami-Dade en el estado estadounidense de Florida. En el Censo de 2010 tenía una población de 8.541 habitantes y una densidad poblacional de 2.041,92 personas por km².

## Geografía
Richmond Heights se encuentra ubicado en las coordenadas 25°38′00″N 80°22′16″O / 25.63333, -80.37111. Según la Oficina del Censo de los Estados Unidos, Richmond Heights tiene una superficie total de 4.18 km², de la cual 4.14 km² corresponden a tierra firme y (0.93%) 0.04 km² es agua.

## Demografía
Según el censo de 2010, había 8.541 personas residiendo en Richmond Heights. La densidad de población era de 2.041,92 hab./km². De los 8.541 habitantes, Richmond Heights estaba compuesto por el 22.78% blancos, el 72.12% eran afroamericanos, el 0.26% eran amerindios, el 0.43% eran asiáticos, el 0.01% eran isleños del Pacífico, el 1.63% eran de otras razas y el 2.76% pertenecían a dos o más razas. Del total de la población el 25.01% eran hispanos o latinos de cualquier raza.